# Lote Tuqiri
Lote Daulako Tuqiri (* 23. September 1979 in Suva, Fidschi) ist ein ehemaliger australischer Rugby-Union- und Rugby-League-Spieler auf der Position des Außendreiviertels. Tuqiri machte zunächst als professioneller Rugby-League-Spieler bei den Brisbane Broncos und den Queensland Maroons sowie in der Nationalmannschaften von Fidschi und Australien auf sich aufmerksam. Im Jahr 2002 wurde er für die australische Rugby-Union-Nationalmannschaft verpflichtet, für die er 67 Test Matches absolvierte und zum Kader der Weltmeisterschaften 2003 und 2007 gehörte. In der Saison 2009/10 spielte er für die New South Wales Waratahs in der Super 14 und die Leicester Tigers in England. Sein Vertrag mit der Australian Rugby Union wurde 2009 ohne die Nennung eines unmittelbaren Grundes aufgelöst. Tuqiri kehrte 2010 zum Rugby League zurück und spielte für die Wests Tigers. Im September 2013 unterzeichnete er einen kurzfristigen Vertrag mit dem irischen Rugby-Union-Team Leinster Rugby, spielte aber nur für drei Monate in der Pro12. Seine Karriere beendete er in der Saison 2014 bei seinem dritten NRL-Verein, den South Sydney Rabbitohs.

## Biografie

### Rugby League
Tuqiri wuchs in Namatakula mit seiner Familie auf. Im Alter von 15 Jahren zog er mit ihr nach Australien und ließ sich in Sunnybank, Queensland (einem Vorort von Brisbane), nieder. Dort begann er, Leistungssport für den lokalen Verein Souths Sunnybank zu betreiben. Seinen ersten Profivertrag erhielt er 1999 bei den Brisbane Broncos, wo er zum besten „Rookie“ der Saison gewählt wurde. Im Jahr 2000 sicherte er sich seinen Stammplatz in der ersten Mannschaft des Vereins. Am Ende der Saison spielte Tuqiri für die Broncos auf dem Flügel und erzielte einen Versuch beim Sieg im Meisterschaftsfinale gegen die Sydney Roosters. Anschließend reiste er als Kapitän der fidschianischen Nationalmannschaft zur Rugby-League-Weltmeisterschaft 2000 nach England. Sein Team kamen zwar nicht über die Gruppenphase hinaus und gewann nur eines seiner drei Spiele, doch Tuqiri war der beste fidschianische Skorer während des Turniers.
Im darauf folgenden Jahr wurde er für die Queensland Maroons nominiert und nahm mit Erfolg an der State of Origin 2001 teil, bei der er herausragende Leistungen zeigte und sich für die australische Nationalmannschaft („Kangaroos“) empfahl. Sein Debüt für die Kangaroos gab er beim Spiel gegen Neuseeland, das mit einem 28:10-Sieg endete, wobei er einen Versuch erzielte. 2002 spielte er erneut für die Broncos, die Maroons und die Kangaroos. In jedem Spiel der State of Origin 2002 erzielte er einen Versuch, die Spielserie endete ausgeglichen mit je einem Sieg, einem Unentschieden und einer Niederlage. Bei den Dally M Awards der NRL erhielt er die Auszeichnung als bester Flügelstürmer des Jahres. Bereits im Januar 2002 gab es Gerüchte, dass der Verband Australian Rugby Union (ARU) aktiv um Tuqiri warb. Schließlich gab er im Juli 2002 seinen Wechsel zur Variante Rugby Union und zu den New South Wales Waratahs bekannt.

### Rugby Union
Der Wechsel, den Tuqiri zu Beginn des Jahres 2003 vollzog, erwies sich als erfolgreich. Seine Geschwindigkeit und Spielstärke trugen ihm bald eine Nomination für die australische Rugby-Union-Nationalmannschaft („Wallabies“) ein. Sein erstes Test Match bestritt er am 7. Juni 2003 in Perth beim 45:16-Sieg über Irland. Zu diesem Zeitpunkt war er der 43. Spieler, der in beiden Varianten Länderspiele für Australien bestritten hatte. Bei der Weltmeisterschaft 2003 gehörte er ebenso dem Kader an. In der Vorrunde erzielte er Versuche gegen Rumänien und Namibia. Sein Versuch im Finale gegen England konnte die 17:20-Niederlage der Wallabies in Sydney jedoch nicht verhindern.
Auch 2004 und 2005 gehörte Tuqiri zum Stammpersonal der Nationalmannschaft und wurde meist als Außendreiviertel eingesetzt. Da mehrere andere Spieler verletzt fehlten, wechselte er mitunter aber auch auf die Position des Innendreiviertels. 2006 nahm er an den Commonwealth Games im Siebener-Rugby teil. Im Spiel um die Bronzemedaille verlor Australien gegen Tuqiris Heimatland Fidschi. In dieser Saison stieß Tuqiri mit den New South Wales Waratahs ins Halbfinale der Super 14. Ein Jahr zuvor war das Team den Crusaders im Finale unterlegen. Bei den Tri Nations wurde er aufgrund eines gefährlichen Tacklings gegen den neuseeländischen Spieler Richie McCaw für fünf Spiele gesperrt.
Während der Saison 2006/07 gab es Gerüchte, dass Tuqiri wieder zur League-Variante zurückkehren würde, er selbst erwog den Wechsel nach der eher enttäuschend verlaufenen Weltmeisterschaft 2007. Er erhielt zahlreiche Angebote aus der NRL und der Super 14, entschied sich letztlich kurz vor Schluss der Transferphase für Rugby Union und einen hoch dotierten Fünfjahresvertrag mit den New South Wales Waratahs. In der folgenden Saison musste sich Tuqiri von Waratahs-Trainer Ewen McKenzie öffentlich Kritik für seine eher unterdurchschnittlichen Leistungen gefallen lassen. Er beschäftige sich zu sehr mit Kleinigkeiten und solle auf dem Feld intuitiver handeln sowie seine Stärken ausspielen. Während eines Super-14-Spiels stieß Tuqiri seinem Mitspieler Sam Norton-Knight nach einem spielentscheidenden Fehler in den Rücken und machte ihn für die Niederlage verantwortlich. Tuqiri wurde für diese Aktion von den eigenen Anhängern ausgepfiffen und erneut öffentlich kritisiert.
Am 1. Juli 2009 gab die ARU überraschend und ohne weitere Erklärung die Auflösung des Vertrages mit Tuqiri bekannt. Später tauchten Gerüchte auf, der Grund für die Vertragskündigung sei gewesen, dass er zusammen mit einer 20-jährigen Studentin in seinem Hotelzimmer gewesen sei und damit gegen die strengen Mannschaftsregeln verstoßen habe. Daraufhin wechselte Tuqiri zum renommierten englischen Erstligisten Leicester Tigers. Dort debütierte er am 6. November als Einwechselspieler in der 55. Minute bei einem Freundschaftsspiel gegen den Weltmeister Südafrika. Dieses Heimspiel im Rahmen der End-of-year Internationals 2009 gewannen die Tigers unerwartet mit 22:17.

### Rückkehr zu Rugby League
Im Februar 2010 gab Tuqiri offiziell bekannt, dass er nach sieben Jahren Abwesenheit zu Rugby League zurückkehren werde. Er unterzeichnete einen Dreijahresvertrag mit dem NRL-Klub Wests Tigers und sollte Ende März, wenige Wochen vor Beginn der NRL-Saison 2010, in Australien eintreffen. Stattdessen kehrte er frühzeitig nach Hause zurück, um das erste Heimspiel der Tigers gegen die Manly-Warringah Sea Eagles zu bestreiten. Sein letztes Rugby-Union-Spiel bestritt er gegen London Irish, das seine Mannschaft aus Leicester mit 35:19 gewann.[23][24] Bei seiner Rückkehr nach Australien erzielte er gleich bei seiner ersten Ballberührung einen Versuch und in jedem seiner ersten drei Spiele mindestens einen Versuch. Auch in seiner ersten Saison für die Tigers zeigte er sich in guter Form und der Verein scheiterte erst im Halbfinale.
Tuqiri wurde im Oktober 2010 als Ersatz für den verletzten Jarryd Hayne in den australischen Kader für die Four Nations 2010 berufen. Für die Kangaroos spielte er in allen vier Spielen, einschließlich des verlorenen Endspiels, und erzielte einen Versuch. Mit den Wests Tigers erreichte er 2011 erneut das NRL-Halbfinale, erlitt aber einen Armbruch, eine Muskelzerrung und eine Verletzung am Knöchel. Auch seine Saison 2012 musste er wegen Verletzungen abbrechen. Er war Stammspieler auf der Flügelposition, bis er sich im Juli den Oberarm brach. Vor Beginn der Saison 2013 erlitt Tuqiri einen Rückschlag, als Scans ergaben, dass sein gebrochener Arm noch nicht verheilt war. Er ließ sich Platten in den Arm einsetzen und unterzog sich Knochentransplantationen. Schließlich bestritt er noch vier Spiele in seiner letzten Saison bei den Wests Tigers.
Im September 2013 unterzeichnete Tuqiri einen kurzfristigen Vertrag mit dem irischen Union-Team Leinster Rugby, um drei Monate lang in der Pro12 zu spielen. Im Februar 2014 war Tuqiri zurück in Australien und spielte eine Saison lang beim NRL-Verein South Sydney Rabbitohs. Im Mai 2014 lief er ein letztes Mal für die fidschianische League-Nationalmannschaft auf. Mit den Rabbitohs erreichte er das NRL-Finale, das mit einem 30:6-Sieg über die Canterbury-Bankstown Bulldogs endete. Mit diesem großen Erfolg beendete Tuqiris seine Karriere als Profispieler.